# ゾラン・パヴロヴィッチ
ゾラン・パヴロヴィッチ（Zoran Pavlović、1976年6月27日 - ）は、ボスニア・ヘルツェゴビナ (旧ユーゴスラビア)・トゥズラ出身の元同国代表サッカー選手。現役時代のポジションはMF。

## 来歴

### クラブ
NKルダル・ヴェレニエの下部組織で育成され、1994-95シーズンにトップチームデビューを果たした。1999年にクラブを離れると、クロアチアのNKディナモ・ザグレブやFKアウストリア・ウィーン、FCヴォルスクラ・ポルタヴァといったヨーロッパ各地のクラブを渡り歩き、2008-09シーズンにはNKマリボルでキャプテンを務めた。2010-11シーズンのみNKツェリェに在籍して以降はプロとしてではなくアマチュア選手として主にオーストリアのアマチュアクラブで現役を続行した。

### 代表
1998年8月19日、ハンガリー代表との親善試合でスロベニア代表デビュー。UEFA EURO 2000と2002 FIFAワールドカップにも参加したが、出場機会はEUR0の開幕戦であるユーゴスラビア代表戦のみだった。ワールドカップ後からは一切代表から招集されなかった。

## 代表歴

### 出場大会
- スロベニア代表
  - 2002 FIFAワールドカップ

### 試合数
- 国際Aマッチ 21試合 0得点（1998年-2002年）[3]

| スロベニア代表 | 国際Aマッチ | 国際Aマッチ |
| 年             | 出場        | 得点        |
| -------------- | ----------- | ----------- |
| 1998           | 1           | 0           |
| 1999           | 1           | 0           |
| 2000           | 5           | 0           |
| 2001           | 10          | 0           |
| 2002           | 4           | 0           |
| 通算           | 21          | 0           |

## タイトル

### クラブ
NKルダル・ヴェレニエ
- スロベニア・カップ : 1回 (1997-98)

NKディナモ・ザグレブ
- プルヴァHNL : 1回 (1999-00)
- フルヴァツキ・ノゴメトニ・クプ : 1回 (2001)

NKマリボル
- 1.SNL : 1回 (2008-09)
- スロベニア・スーパーカップ : 1回 (2009)